# Baudonvilliers
Baudonvilliers is een gemeente in het Franse departement Meuse (regio Grand Est) en telt 454 inwoners (2005). De plaats maakt deel uit van het arrondissement Bar-le-Duc.

## Geografie
De oppervlakte van Baudonvilliers bedraagt 3,1 km², de bevolkingsdichtheid is 146,5 inwoners per km².
De onderstaande kaart toont de ligging van Baudonvilliers met de belangrijkste infrastructuur en aangrenzende gemeenten.

## Demografie
Onderstaande figuur toont het verloop van het inwonertal (bron: INSEE-tellingen).